# 쿠라타 마사요
쿠라타 마사요(倉田 雅世, 1969년 5월 21일 ~ )는 일본의 성우다.

## 출연작

### TV 애니메이션
1999년
- 강철천사 쿠루미(카린카)
- D4 프린세스(루리도 도리스)

2000년
- 러브히나(마에하라 시노부)

2001년
- 스크라이드(세리스 아자니)
- 강철천사 쿠루미 2식(카린카 2식)
- 마법소녀 고양이 타루토(샤롯테)
- 기동천사 엔젤릭 레이어(TJ의 데우스)

2002년
- 육상방위대 마오(캐롤 카메론)

2004년
- 로젠메이든(카시와바 토모에)

2005년
- 로젠메이든 트로이멘트(카시와바 토모에)
- ARIA The Animation(아미)

2006년
- 한글이 야호(다수(이영아))

2007년
- 코드기어스 반역의 를르슈(락샤타 차우라)
- 동물대탐험 - 구리구리댕댕(동물들(장은숙)

2008년
- 코드기어스 반역의 를르슈 R2(락샤타 차우라)
- 달려라! 도라라 (이모)

### OVA
2001년
- 강철천사 쿠루미 0식(카린카)

2004년
- 여름색의 모래시계(세노 아이)

2006년
- 로젠메이든 오베르튜레(카시와바 토모에)

### 게임
1996년
- 여신이문록 페르소나 (아야세 유카)
- 파이어 우먼 전조 (미즈야 마코)

1999년
- 두근두근 메모리얼 POCKET 스포츠편 (패트리시아 맥그래스)

2000년
- 서몬 나이트 (모나티)
- 꿈의 날개 (시라기쿠 오우카)
- 러브히나 ~사랑은 말 안에~ (마에하라 시노부)
- 러브히나 돌연의 언게이지 해프닝 (마에하라 시노부)

2001년
- 러브히나 스마일 어게인 (마에하라 시노부)
- 코믹파티(DC판) (미카게 스바루)

2002년
- 여름색의 모래시계 (세노 아이)
- 루팡3세 마술왕의 유산 (텔레 파우스트)

2003년
- 스타오션3 Till the End of Time (수플레 로세티)
- 마브러브 18금판 (사카키 치즈루) : 타카야나기 카호 (高柳香帆) 명의

2005년
- GIRLS브라보 Romance15's (코요미 하레 나나카)

2006년
- 마브러브 올터네이티브 18금판 (사카키 치즈루) : 타카야나기 카호 (高柳香帆) 명의
- 마브러브 전연령판 (사카키 치즈루)
- 마브러브 올터네이티브 전연령판 (사카키 치즈루)

2007년
- 루미너스 아크 (위위)
- 마브러브 ALTERED FABLE (사카키 치즈루) : 타카야나기 카호 (高柳香帆) 명의